# Primary van Delaware 2008
De primary van Delaware is een voorverkiezing die op 5 februari 2008 werd gehouden, de dag van Super Tuesday. Barack Obama en John McCain wonnen.

## Democraten
| Legenda: | Teruggetrokken voor de causus |

| Delaware Democratische primary 2008 | Delaware Democratische primary 2008 | Delaware Democratische primary 2008 | Delaware Democratische primary 2008 |
| Kandidaten                          | Stemmen                             | Percentage                          | Nationale gedelegeerden             |
| ----------------------------------- | ----------------------------------- | ----------------------------------- | ----------------------------------- |
| Barack Obama                        | 51,148                              | 53,07%                              | 9                                   |
| Hillary Clinton                     | 40,760                              | 42,29%                              | 6                                   |
| Joe Biden                           | 2,863                               | 2,97%                               | 0                                   |
| John Edwards                        | 1,241                               | 1,29%                               | 0                                   |
| Dennis Kucinich                     | 192                                 | 0,20%                               | 0                                   |
| Christopher Dodd                    | 170                                 | 0,18%                               | 0                                   |
| Totaal                              | 96,374                              | 100,00%                             | 15                                  |

## Republikeinen
| Kandidaten     | Stemmen | Percentage | Nationale gedelegeerden |
| -------------- | ------- | ---------- | ----------------------- |
| John McCain    | 22,628  | 45,04%     | 18                      |
| Mitt Romney    | 16,344  | 32,53%     | 0                       |
| Mike Huckabee  | 7,706   | 15,34%     | 0                       |
| Ron Paul       | 2,131   | 4,24%      | 0                       |
| Rudy Giuliani* | 1,255   | 2,5%       | 0                       |
| Tom Tancredo*  | 175     | 0,35%      | 0                       |
| Totaal         | 50,237  | 100%       | 18                      |

* Teruggetrokken voor de primary